# Eivind Eriksen
Eivind Eriksen (Mehamn, 28 febbraio 1973) è un ex calciatore norvegese, di ruolo attaccante.

## Carriera

### Club
Eriksen giocò con le maglie di HamKam, Nordkinn e Hammerfest, prima di passare al Bodø/Glimt. Esordì nella Tippeligaen il 10 aprile 1999, andando anche a segno nel pareggio per 1-1 sul campo del Vålerenga. Giocò nella massima divisione norvegese per i successivi tre anni.
Passò poi allo Hønefoss, club della 1. divisjon, per cui debuttò il 14 aprile 2002, quando fu titolare nel successo per 1-3 sul campo dello Åsane. Il 21 aprile segnò la prima rete, nella sconfitta casalinga per 1-2 contro lo Skeid. Anche in questa squadra vi rimase per tre anni.
Terminata questa esperienza, tornò allo Hammerfest e poi si accordò con l'Åmot, dove chiuse la carriera.